# Andalúziai jegenyefenyő

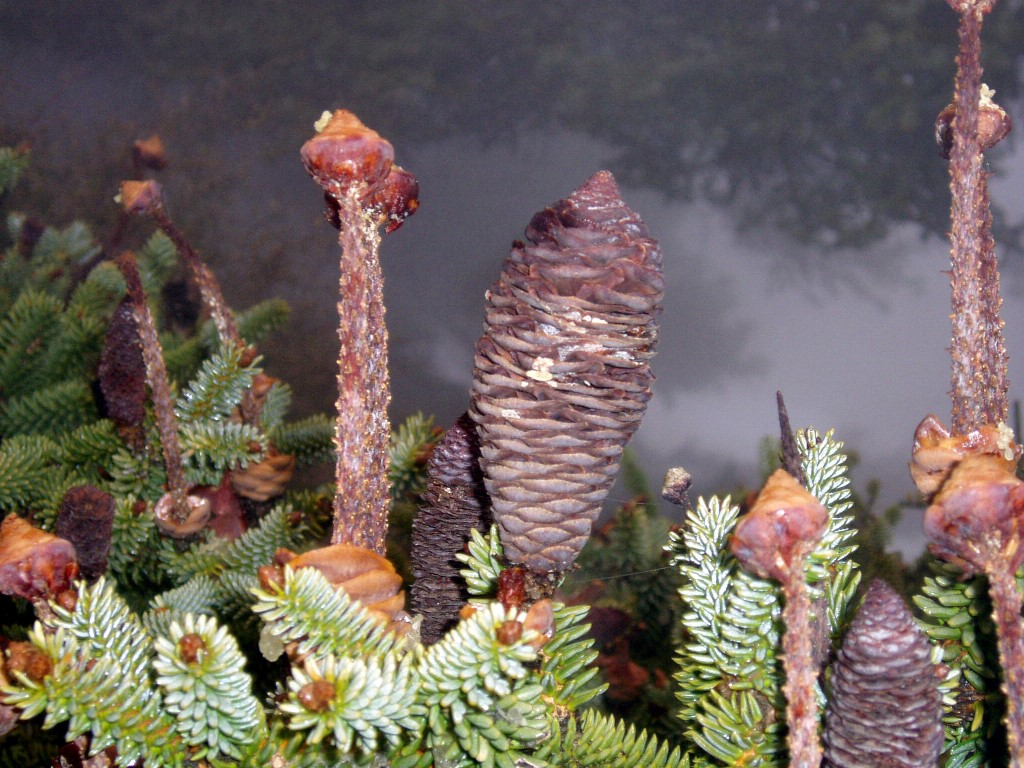
Termős virágok és éretlen tobozok

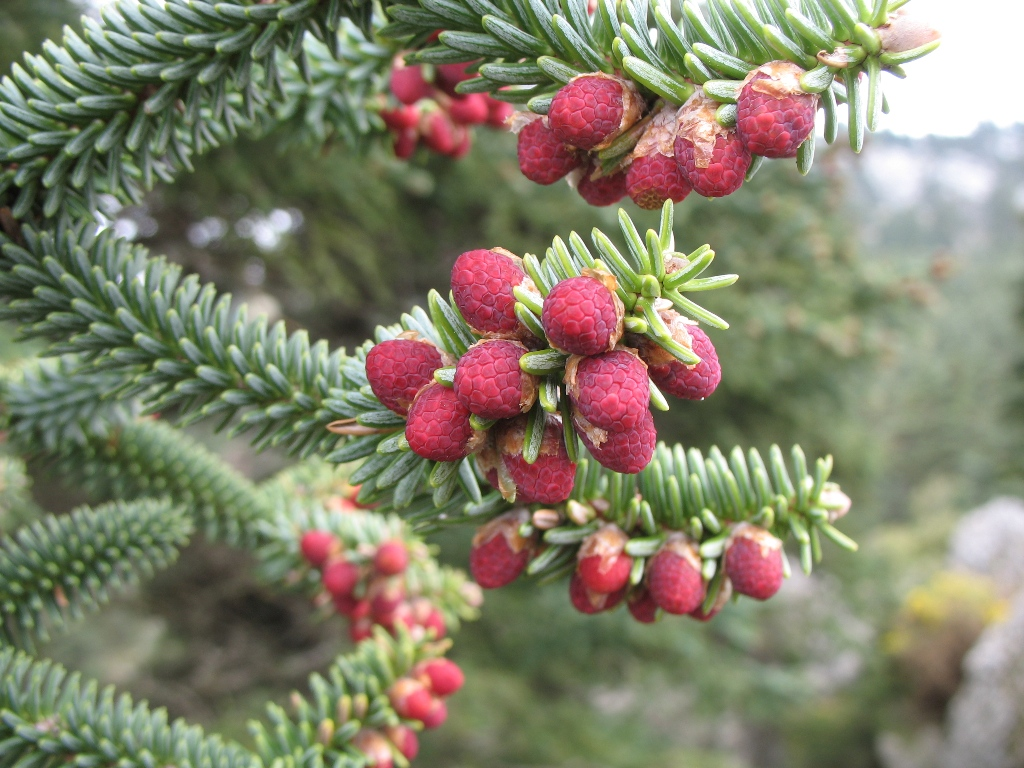
Porzós virágai

Az andalúziai jegenyefenyő (andalúz jegenyefenyő, Abies pinsapo) sajátos alakú, dísznövényként Magyarországon is terjedő örökzöld, a jegenyefenyők (Abies) Pinsapo fajcsoportjának névadó faja.

## Elterjedése, élőhelye
A mediterrán flóraterület növényeként az Ibériai-félsziget déli részén honos.

## Megjelenése
Törzse erős, de már nagyon alacsonyan elágazik, és ettől a fa jellegzetesen több törzsű lesz. Koronája szélesen ellaposodó, esetleg gömbszerű, és ezzel nagyon különbözik a többi jegenyefenyőtől. Ágai sűrűn állnak.
Rövid, tompa, szürkészöld, tehát a legtöbb jegenyefenyőétől nagyon különböző tűlevelei körkörösen nőnek a hajtásokon. A fiatal magoncok levelei sötétzöldek és laposak. Később megvastagszanak és merőlegesen állnak el a hajtásoktól, ami azokat rendkívül jellegzetesen hengerszerűvé teszi.
Közepes méretű, ülő tobozai fiatalon hamvas világoszöldek, később megbarnulnak.

## Életmódja
A jegenyefenyőktől szokatlan módon a meleg, száraz, napos helyeket kedveli; kiválóan tűri a szárazságot és a meszes talajt. Magyarországon célszerű a fiatal példányok tövét télire betakarni, mert a kemény fagyok károsíthatják. Viszonylag lassan nő.

## Alfajai
Alfajok:
- A. pinsapo marocana — egyes rendszerekben marokkói jegenyefenyő (Abies maroccana) néven önálló faj.
- A. pinsapo pinsapo — törzsváltozat; a fentebbi leírás erre érvényes.

## Kertészeti változatok
Magyarországon az alapfaj található meg néhány helye; a kertészeti változatok nem terjedtek el.

### A. pinsapo 'Glauca'
Neve kékes lombjára utal. Lassan nő; eleinte csak kis, gömbölyded bokor. Jó talajon néhány év alatt vezérhajtást fejleszt, és formás kis fává cseperedik. Talajigényének fő oka, hogy a legtöbbször nem magoncait, hanem a közönséges jegenyefenyőre (Abies alba) oltott példányait forgalmazzák. Teljesen fagyálló, de fiatal korában a reggeli hideg és a téli nap a hóból kiálló részeit gyakran károsítja. Ilyenkor csak hajtás tovább él, de a lomb lehullik, és ettől a növény megcsúnyul. Ennek elkerülésére a fiatal növényt célszerű árnyékolni.